# Cavern diver

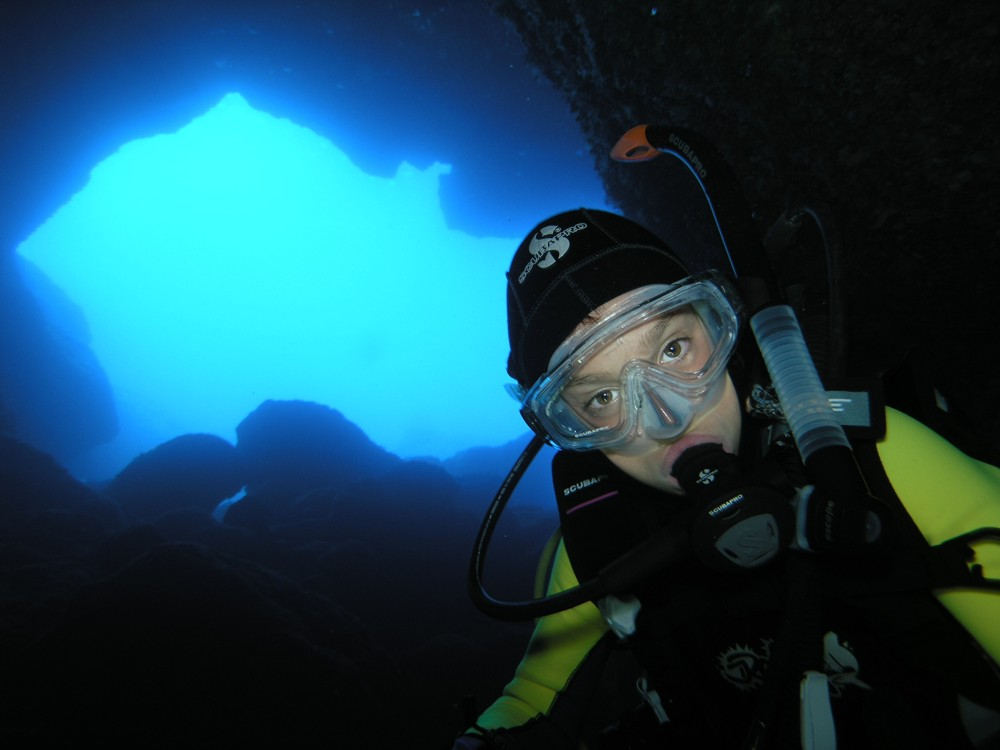
L'ingresso "luminoso" della Grotta di Nereo

Cavern diver è una specialità specifica per le attività di immersione in grotta, viene rilasciata e certificata da diverse agenzie didattiche ed in particolare dalla PADI che per prima ha elaborato un metodo specifico, il sistema didattico si differenzia però dal corso Cave diver, molto più severo e complesso ma sempre con criteri di massima sicurezza, e abilita alle immersioni solo negli ambienti di avangrotta, in pratica solo nelle zone di ingresso e con la possibilità di intravedere sempre la luce del sole e non superando il limite massimo per l'immersione sportiva di 40 metri di distanza tra il subacqueo e la superficie anche in linea orizzontale.  

## Attrezzature
Oltre alla normale attrezzatura da sub è necessario utilizzare almeno due fonti luminose quali torce o fari, una principale ed una secondaria, un mulinello, la bussola, ed una lavagnetta, il secondo erogatore possibilmente deve avere una frusta molto più lunga del solito per permettere la respirazione in coppia anche in ambienti stretti e poter nuotare nel caso sia necessario in fila indiana.